# Тример (хімія)
Тример  (від грец. trimeres «три частини») — молекула, яка скаладається з трьох мономерів,  зв'язаних один з одним ковалентно або слабшими міжмолекулярними взаємодіями (іонний зв'язок, водневий зв'язок або сили Ван-дер-Ваальса). Тримери є різновидом олігомерів. Якщо субодиниці тримера ідентичні, його називають гомотримером.  Хімічна реакція з утворенням тримера називається тримеризацією.

## Приклади

### Тримеризація алкінів

Реакцію циклізації тримеризації ацетилену можна описати такою схемою.

У 1866 році Марселлін Бертело повідомив про перший приклад циклотримеризації, перетворення ацетилену в бензол:

### Тримеризація нітрилів
Симетричні 1,3,5-триазини отримують тримеризацією нітрилів, таких як хлороціан або бромоціан.
Хлороціан тримеризується при підвищених температурах над вуглецевим каталізатором у ціанурхлорид:
Бромоціан також вступає в екзотермічну реакцію тримеризації з утворенням ціанурброміду. Ця реакція каталізується слідами брому, солей металів, кислот і лугів.
Промисловий метод отримання ціанурової кислоти відбувається шляхом піролізу сечовини з виділенням аміаку. Перетворення починається приблизно з 175 °C:
Ендотермічний синтез меламіну можна описати у дві стадії.
Спочатку сечовина розкладається на ціанову кислоту та аміак в ендотермічній реакції:
{\displaystyle {\ce {(NH2)2CO -> HOCN + NH3}}}
Потім на другому етапі ціанова кислота тримеризується з утворенням ціанурової кислоти, яка конденсується з вивільненим аміаком на першому етапі з виділенням меламіну та води.
{\displaystyle {\ce {3 HOCN -> [C(O)NH]3}}}
{\displaystyle {\ce {[C(O)NH]3 + 3 NH3 -> C3H6N6 + 3 H2O}}}
Потім ця вода реагує з присутньою ціановою кислотою, яка сприяє реакції тримеризації, утворюючи вуглекислий газ і аміак.
{\displaystyle {\ce {3 HOCN + 3 H2O -> 3 CO2 + 3NH3}}}
Загалом другий етап є екзотермічним:
{\displaystyle {\ce {6 HCNO + 3 NH3 -> C3H6N6 + 3 CO2 + 3NH3}}}
але загальний процес ендотермічний.

### Дієнова тримерізація
1,5,9-транс-транс-цис-ізомер циклододекатрієну, який має певне промислове значення, отримують шляхом циклотримеризації бутадієну з тетрахлоридом титану та алюмоорганічним каталізатором:

### Тримерізація альдегідів і кетонів
Циклотримеризація формальдегіду дає 1,3,5-триоксан:
1,3,5-тритіан є циклічним тримером тіоформальдегіду. Цей гетероцикл складається з шестичленного кільця з чергуванням метиленових містків і тіоефірних груп. Його отримують шляхом обробки формальдегіду сірководнем.
Три молекули ацетальдегіду конденсуються, утворюючи паральдегід, циклічний тример, що містить одинарні зв’язки CO:
При конденсації трьох молекул ацетону під дією концентрованої сульфатної або хлоридної кислоти утворюється симетричний триметилбензол (мезитилен):